# Stefano Bellesini
Stefano Bellesini era um frade da Ordem dos Eremitas de Santo Agostinho (O.S.A.), nascido em Trento, no Tirol (Sacro Império Romano-Germânico), em 25 de novembro de 1774, e falecido em Genazzano, estados papais (Roma) em 2 de fevereiro de 1840.

## Vida
Da aristocracia trentina, Luigi Giuseppe Bellesini juntou-se aos agostinianos em 1790, assumindo o nome de Stefano, e fez a profissão em 31 de maio de 1794. Depois de estudar em Roma e Bolonha, ele foi forçado a retornar a Trento durante a supressão das casas religiosas pelo governo e lá completou sua educação teológica. Bellesini foi ordenado em 1797 e serviu principalmente como pregador e reitor da pequena capela anexa ao mosteiro da Ordem em Trento.
Em 1810, durante as invasões napoleônicas e o período de resistência tirolesa, o mosteiro de Trento também foi fechado e Bellesini foi morar na casa de seu irmão, onde vivia como padre secular. Ele dedicou seu tempo a ensinar as crianças pobres da cidade. Ele também deu comida, roupas e encorajamento para seus alunos. Bellesini se tornou um grande defensor da educação da juventude e as autoridades locais o nomearam Diretor e Superintendente de todas as escolas do distrito.
Em setembro de 1817 renunciou a esses cargos e dirigiu-se a Roma para retomar a vida religiosa. A reação em Trento foi primeiro de choque, depois indignação e finalmente condenação. O mesmo governo que havia valorizado tanto seu trabalho agora o proclamou como um exilado e o proibiu de retornar sob ameaça de punição. Por um período, foi Mestre de Noviços da sua Ordem e em 1825 foi transferido para Genazzano, onde se encontrava o milagroso afresco de Nossa Senhora do Bom Conselho, por quem tinha grande devoção. Ele foi nomeado pároco em 1831.
Durante uma epidemia de cólera em janeiro de 1840, enquanto atendia a um chamado para cuidar de um paroquiano doente, ele tropeçou e caiu. Um corte na perna infeccionou e ele teve febre alta. Ele tentou permanecer ativo pelos próximos dois dias, mas a febre nunca foi embora. Ele morreu em 2 de fevereiro de 1840 em Genazzano. Seus restos mortais estão no Santuário de Nossa Senhora do Bom Conselho, em Genazzano.

## Veneração
Foi beatificado pelo Papa Pio X, em 27 de dezembro de 1904, e sua festa é 3 de fevereiro.
Em Massachusetts encontra-se o Blessed Stephen Bellesini O.S.A. Academy, em colaboração com Merrimack College.